# Laura Erber
Laura Erber, née en 1979 à Rio de Janeiro, est artiste et écrivain.  Depuis 2002 elle vit entre le Brésil et l’Europe. Son travail se caractérise par le lien entre le langage et la constante nécessité de négocier la relation entre les mots, la parole, l’image et le corps. Elle s’interroge sur le corps et la matière verbale.

## Expositions personnelles
2005
Biennale du Mercosur (Porto Alegre, Brésil)
Du 15 mai au 10 juillet 2005, Contour Ouvert, au Centre International d’Art et du paysage de L’île de Vassivière
2006
- Il était une fois, Fondation Miró à Barcelone
- Fora do Papel, Galerie Novembro Arte Contemporanea, Brésil

## Expositions collectives
2008
Galerie les filles du calvaire
2006
- Arquivo Geral, Centre Hélio Oiticica, Brésil
- Camaras de Luz, Brésil
- Março, Brésil

2005
- Lo Sguardo Strabico, Italie
- Modern Times, Sardaigne
- Laura Erber-selection vidéo, Le Plateau, Paris
- IV Biennale du Mercosur, Brésil

## Œuvres
- Carnet du Sertao, 2003
- Körper und Tage (Les corps et les jours), recueil de poèmes

## Prix
- 2001 : Prix Nova Frontiera III, Rencontre Internationale Guimaraes Rosa, Brésil

## Liens
- Notices d'autorité :   - VIAF
  - ISNI
  - BnF (données)
  - IdRef
  - LCCN
  - GND
  - Israël
  - WorldCat
- résidence internationale aux recollets
- Centre International d’Art et du paysage de L’île de Vassivière
- Galerie Les Filles du Calvaire